# Maciej Józef Grubski
Maciej Józef Grubski (ur. 16 marca 1968 w Łęczycy) – polski sportowiec, mistrz Karate.

## Życiorys
Kierownik w Środowiskowym Domu Samopomocy w Czepowie w latach 2001-2008. Dyrektor w Powiatowym Środowiskowym Domu Samopomocy w Czepowie od 2009 r. Instruktor karate i samoobrony (Szkoła Sztuk i Sportów Walki Maciej Grubski). Instruktor sportu i sztuk walki w stowarzyszeniu Centrum Promocji Sportu i Rekreacji „DRAGON” Poddębice. Instruktor sportu i sztuk walki w stowarzyszeniu Klub Karate Fudokan „IPPON” w Łęczycy. Wykładowca na kursach dla instruktorów samoobrony. Instruktor-wykładowca na kursach samoobrony dla kobiet „Obroń się Sama”. Instruktor samoobrony dla funkcjonariuszy Służby Więziennej w Łęczycy i Garbalinie. Asystent Trenera Kadry Narodowej w konkurencji en-bu w karate tradycyjnym w latach 1993-2003. Trener Kadry Narodowej w karate fudokan w latach 2005-2009. Dyrektor w Radzie Technicznej Światowej Federacji zarządzającej Karate fudokan (WTFSKF) do 2010 r. Założyciel i Prezes Związku Sportowego Karate Shotokan NSKF Polska 2011 - 2019. Trener Kadry narodowej Karate Shotokan NSKF Polska w latach 2011 - 2019. Od 2019 roku Trener Kadry narodowej w Karate Tradycyjnym w Polskim Zjednoczeniu Karate. Właściciel Szkoły Sztuk i Sportów Walki Maciej Grubski. Wiceprezes PZKF w latach 2008-2009. Wiceprezes Stowarzyszenia integracji „ZORZA” w Poddębicach w latach 2001- 2005. Prezes Centrum Promocji Sportu i Rekreacji „DRAGON” w Poddębicach w latach 1998-2002. Wiceprezes Karate Klubu „MARYSIEŃKA” Sieradz w latach 1992-1998. Prezes Poddębickiego Klubu Karate w latach 1989-1998.  Wiceprezes i założyciel Stowarzyszenia KARATESTARS w Warszawie od 2011. Instruktor sportu w karate shotokan od 1989 r.; karate tradycyjnego od 1995 r.; Combat Ju-Jitsu od 1997 r.; pływania od 2002 r.; strzelectwa sportowego od 2012r, prowadzący strzelanie od 2012 r.; taktyki i technik interwencji od 2014 r. Trener II klasy w Karate od 2012 r. Sędzia sportowy w karate, pływaniu i strzelaniu.
Członek Zarządu Platformy Obywatelskiej RP Powiatu Poddębickiego. Przewodniczący Koła Miejskiego PO RP w Poddębicach. Radny miasta i gminy Poddębice w latach 2002 - 2010,
Żonaty, ma dwoje dzieci: córkę Joannę i syna Macieja. Mieszka w Poddębicach.

## Odznaczenia
W 2002 r. otrzymał Złoty medal im. Bronisława Szwarca, za osiągnięcia sportowe” – przyznawany za osiągnięcia sportowe absolwentom IWF w Gorzowie Wielkopolskim, w 2003 roku Srebrny Krzyż Zasługi, Medal „Za Wybitne Osiągnięcia Sportowe” przez Ministra Sportu, w 2007 r. otrzymał odznaczenie „Zasłużony dla Powiatu Poddębickiego” 2007.Laureat „Nagrody za pracę trenerską I i II stopnia”, w 2014 roku Złoty Krzyż Zasługi
Wielokrotnie zwyciężył wiele prestiżowych plebiscytów: na najpopularniejszego sportowca Województwa Sieradzkiego w latach: 1993, 1994, 1996, 1997, 1998, 1999 i 2000 (w 1995 r. zajął miejsce II), Sportowca XX-lecia Województwa Sieradzkiego w 1998 r., Poddębiczanina Roku w latach 1993 i 1996, na Najlepszego Karatekę Roku w latach 1994-2007, na Człowieka XX Wieku Miasta Poddębice w 2001 r. Laureat plebiscytów organizowanych przez tygodnik „ECHO” i „7 DNI”.

## Osiągnięcia trenerskie i organizacyjne
Założyciel, Prezes, kierownik, trener i zawodnik Poddębickiego Klubu Karate, Karate Klubu Marysieńka w Sieradzu oraz Centrum Promocji Sportu i Rekreacji DRAGON w Poddębicach. Twórca systemu walki Karate Combat. Posiadacz stopni mistrzowskich: 9 Dan w Karate Combat, 7 DAN w Karate Federacji WUKF, 6 Dan w Karate Shotokan i Karate Do, 4 Dan w Karate ITKF, 4 Dan Karate WSI, 4 Dan w Combat-ju-jitsu, 1 Kyu w Ju-jitsu. Trener i sędzia klasy międzynarodowej, tytuły te uzyskał po ukończeniu i pozytywnym zaliczeniu egzaminów na kursie trenerskim i sędziowskim odbytym na Uniwersytecie kalifornijskim La Jola w San Diego w 1996 r.,1997,2000,2002, 2003 i 2005 r. Współorganizator II Mistrzostw Świata w Karate Fudokan w Łodzi w 2007 r. Czterokrotnie organizował Mistrzostwa Polski w Karate Fudokan i Tradycyjnym, dwukrotnie Puchar Polski w Konkurencji En-bu. Organizator wielu imprez o zasięgu lokalnym i ponad lokalnym, organizator życia kulturalnego i sportowego w mieście, gminie i powiecie Poddębickim. Organizator szkoleń, kursów, seminariów, obozów, egzaminów szkoleniowych na stopnie kyu w karate. Wykładowca i egzaminator na kursach instruktorskich.

### Osiągnięcia sportowe
- Zdobył II miejsce w kata zespołowym, III miejsce w kata indywidualnym, IV miejsce w kumite zespołowym w Mistrzostwach Polski Seniorów (Człuchów 09.07.1992r).
- Zwycięstwa w Turniejach TOP TEN w kata indywidualnym w Warszawie 27.01.1993 r., Białymstoku 29.02.1993 r., Łodzi 18.04.1993 r., Rzeszowie 05.03.1994 r.
- I miejsce w en-bu mężczyzna/mężczyzna, II miejsce w en-bu kobieta/mężczyzna, III miejsce w kata indywidualnym w Mistrzostwach Europy Karate Tradycyjnego(Turyn 0905.1993 r.).
- I miejsce w kata indywidualnym w Pucharze Europy Karate Fudokan (Rimini 27.06.1993 r.).
- I miejsce w kata zespołowym mężczyzn, I miejsce w en-bu mężczyzna/mężczyzna, II miejsce w en-bu kobieta/mężczyzna, III miejsce w kata indywidualnym w Mistrzostwach Polski Seniorów Karate Tradycyjnego (Człuchów 21.07.1993 r.).
- III miejsce w kata indywidualny i IV w kata zespołowym w I Stylowych Mistrzostwach Europy Karate Fudokan (Zakopane 03.10.1993 r.).
- I miejsce w kata ind. w II Stylowych Mistrzostwach Europy Karate Fudokan (Praga 16-17.04.1994r).
- I miejsce w en-bu kobieta/mężczyzna, I miejsce w en-bu mężczyzna/mężczyzna i II miejsce w fuku-go w I Ogólnopolskim Turnieju Fuku-go i En-bu (Piotrków Trybunalski 23.04.1994 r.) – Najlepszy Zawodnik Turnieju.
- III miejsce w kata ind. w I Pucharze Świata Karate Fudokan (Zakopane 07.05.1994 r.).
- I miejsce w en-bu mężczyzna/mężczyzna w IV Mistrzostwach Europy Karate Tradycyjnego [Passau (Niemcy) 4-5.06.1994 r.].
- I miejsce w en-bu mężczyzna/mężczyzna, I miejsce w kumite zespołowym, II miejsce w kata ind. i II miejsce w kata zespołowym w Mistrzostwach Polski Karate Tradycyjnego (Człuchów 14-15.07.1994 r.).
- I miejsce w en-bu mężczyzna/mężczyzna, VII miejsce w kata ind. w Mistrzostwach Świata Karate Tradycyjnego [Treviso (Włochy) 14-16.10.1994 r.
- I miejsce w en-bu mężczyzna/mężczyzna, IV miejsce w kata ind. w Mistrzostwach Europy Karate Tradycyjnego Middleton (Anglia) 13-14.05.1995 r.
- I miejsce w kata ind., I miejsce w en-bu mężczyzna/mężczyzna, I miejsce w kumite zespołowym w Mistrzostwach Polski Karate Tradycyjnego (Brenna 14-15.07.1995 r.).
- I miejsce w en-bu mężczyzna/mężczyzna, I miejsce w en-bu kobieta/mężczyzna, II miejsce w kata ind. w Mistrzostwach Polski Karate Tradycyjnego(Łódź 19-20.04.1996 r.).
- II miejsce w en-bu mężczyzna/mężczyzna, III miejsce w kata ind. w Mistrzostwach Europy Karate Tradycyjnego (Bukareszt 11-12.05.1996 r.).
- I miejsce w kata ind. w International Goodwill Karate Turnament San Diego (USA) 05.08.1996 r..
- I miejsce w en-bu mężczyzna/mężczyzna, II miejsce w kata ind. w Mistrzostwach Europy Karate Fudokan [Hunedoara (Rumunia) 06.10.1996 r.).
- I miejsce w en-bu mężczyzna/mężczyzna w VIII Mistrzostwach Świata Karate Tradycyjnego [São Paulo (Brazylia) 24.11.1996 r.].
- I miejsce w kata ind., I miejsce w en-bu kobieta/mężczyzna, I miejsce w en-bu mężczyzna/mężczyzna w Mistrzostwach Polski Karate Tradycyjnego (Warszawa 11-12.04.1997 r.).
- I miejsce w en-bu mężczyzna/mężczyzna w Mistrzostwach Europy Karate Tradycyjnego (Davos 14-15.06.1997 r.).
- II miejsce w en-bu mężczyzna/mężczyzna, III miejsce w en-bu kobieta/mężczyzna, IV miejsce w kata ind. w Mistrzostwach Europy Karate Tradycyjnego Caorle (Włochy) 19-21.06.1998 r..
- I miejsce w en-bu kobieta/mężczyzna, I miejsce w en-bu mężczyzna/mężczyzna, II miejsce w kata zespołowym i III miejsce w kata ind. w Mistrzostwach Polski Karate Tradycyjnego (Brenna 21-22.08.1998 r.).
- I miejsce w en-bu kobieta/mężczyzna, I miejsce w en-bu mężczyzna/mężczyzna w Mistrzostwach Świata Karate Tradycyjnego (Pruszków 9-10.10.1998 r.).
- I miejsce w en-bu k/m i II miejsce w en-bu m/m w Mistrzostwach Europy Karate Fudokan (Tanvald 20-21.03.1999 r.).
- III miejsce w kata ind. w Indywidualnych Mistrzostwach Polski Seniorów (Warszawa 10.04.1999 r.).
- I miejsce w en-bu k/m i I miejsce w en-bu m/m w Drużynowych Mistrzostwach Polski Karate Tradycyjnego (Częstochowa 16.10.1999 r.).
- I miejsce w en-bu k/m i I miejsce w en-bu m/m w Mistrzostwach Europy Karate Tradycyjnego (Łódź 22-23.10.1999 r.).
- I miejsce w en-bu m/m i II miejsce w en-bu k/m w Stylowych Mistrzostwach Europy Karate Fudokan (Praga 25-26.03.2000 r.).
- I miejsce w en-bu k/m i I miejsce w en-bu m/m oraz III miejsce w kata ind. w Mistrzostwach Europy Karate Tradycyjnego (Kijów 30.06-01.07.2000 r.).
- I miejsce w en-bu k/m i I miejsce w en-bu m/m w Mistrzostwach Polski Karate Tradycyjnego (Mielec 23.09.2000 r.).
- I miejsce w en-bu m/m i III miejsce w en-bu k/m w Mistrzostwach Świata Karate Tradycyjnego (Bolonia 13-14.10.2000 r.).
- I miejsce w kata ind., I miejsce w en-bu k/m i I miejsce w en-bu m/m w Mistrzostwach Polski Karate Tradycyjnego (Częstochowa 27-28.04.2001 r.).
- I miejsce w kata ind., I miejsce w en-bu k/m, I miejsce w en-bu m/m w Stylowych Mistrzostwach Europy Karate Fudokan (Lublin 18-19.05.2001 r.).
- I miejsce w en-bu m/m, II miejsce w en-bu k/m i III miejsce w kata ind. w Mistrzostwach Europy Karate Tradycyjnego (Villa do Conde).
- I miejsce w en-bu m/m w Mistrzostwach Polski Karate Tradycyjnego (Warszawa 19-20.04.2002 r.).
- I miejsce w en-bu m/m, III miejsce w en-bu k/m w Mistrzostwach Europy Karate Tradycyjnego (Moskwa 1-2.06.2002 r.).
- II miejsce w en-bu m/m w Mistrzostwach Świata Karate Tradycyjnego (Belgrad 14.10.2002 r.).
- I miejsce w en-bu k/m, I miejsce w en-bu m/m w Mistrzostwach Polski Juniorów i Seniorów (Puławy 11-12.04.2003 r.).
- II miejsce w en-bu m/m i III miejsce w en-bu k/m w Mistrzostwach Europy Karate Tradycyjnego (Wilno 22.06.2003 r.).
- I miejsce w en-bu k/m, II miejsce w en-bu m/m i III m-ce w kata ind. w I Mistrzostwach Świata w karate Fudokan [25.11.2005 r. Włochy (Legnano Sabbiadoro)].
- I miejsce w En-bu k/m w Mistrzostwach Polski Karate Fudokan (13-15.10.2006 r. Jaktorów).
- I miejsce w En-bu k/m, II miejsce w En-bu m/m, II miejsce w jata ind. w Mistrzostwach Europy Karate Fudokan [24-26.11.2006 r. Włochy (Benewento)].
- I miejsce w kata indywidualnym w Mistrzostwach Europy w Karate Fudokan (kwiecień 2007. Tatarstan Rosja).
- I miejsce w En-bu K/M, II miejsce w fuku-go, II miejsce w en-bu M/M, III miejsce w kata ind. w II Mistrzostwach Świata w Karate Fudokan (Łódź 2007).

Łącznie 96 zdobył medali wywalczonych w zawodach rangi Mistrzostw Świata, Europy i Polski, Pucharach Świata i Europy w tym: 25 złotych medali zdobytych w Mistrzostwach Polski, 20 złotych medali zdobytych w Mistrzostwach Europy, 7 złotych medali zdobytych w Mistrzostwach Świata.

## Wykształcenie
Wyższe wykształcenie zdobył w 2002 r. w Instytucie Kultury Fizycznej poznańskiej AWF w Gorzowie Wielkopolskim (kierunek nauczycielski - mgr wychowania fizycznego). W 2002 r. odbył studia podyplomowe na [Uniwersytet Łódzki|Uniwersytecie Łódzkim] (Podyplomowe Studium Organizacji Pomocy Społecznej). W 2010 r. odbył studia podyplomowe] - Fundusze Unii Europejskiej - na Wydziale Prawa i Administracji Uniwersytetu Łódzkiego]. w latach 2011/12 trener II Klasy w Karate

## Filmografia
Film
- Aktor (rola Janka) i reżyser scen walk w filmie „Skorumpowani”

 Seriale
- Aktor (rola Janka) i reżyser scen walk w serialu „Skorumpowani”.
- Aktor (rola trenera karate) i reżyser scen walk w serialu „M jak miłość”